# تیل (فیلم)
تیل (انگلیسی: Till) فیلم درام زندگی‌نامه‌ای سالِ ۲۰۲۲ به کارگردانی چینویه چوکو و نویسندگی مایکل ریلی، کیت بوچمپ و چوکو است. این فیلم بر اساس داستان واقعی مربی و کنشگر، مامی تیل بردلی است که پس از قتل فرزند ۱۴ ساله‌اش امت تیل در اوت ۱۹۵۵، عدالت را دنبال کرد. دنیل ددوایلر در نقش مامی و جالین هال در نقش امت، بازیگران اصلی هستند. دیگر بازیگران شامل کوین کارول، فرانکی فیزن، هیلی بنت، جیم لاوسون، توسین کول، شان پاتریک تامس، جان داگلاس تامپسون، راجر گونوور اسمیت و ووپی گلدبرگ می‌شود.
این فیلم به‌طور رسمی در اوت ۲۰۲۰ معرفی شد، اگرچه پروژه‌ای دربارهٔ قتل امت تیل از چندین سال قبل در دست توسعه بود. اکثر بازیگران اصلی تابستان سال بعد به آن پیوستند و فیلم‌برداری در پاییز همان سال در شهرستان بارتو، جورجیا صورت گرفت. این دومین رسانهٔ مطرح مبتنی بر مامی تیل است که در سال ۲۰۲۲ و پس از سریال تلویزیونی مجموعه زنان جنبش منتشر می‌شود. این فیلم به زندگی و میراث مامی تیل اختصاص یافته‌است و اکران آن با پرده‌برداری مجسمه‌ای به یاد امت تیل در اکتبر ۲۰۲۲ در گرینوود، میسیسیپی مصادف شد.
تیل نخستین افتتاحیهٔ جهانی خود را در ۱ اکتبر ۲۰۲۲ در جشنواره فیلم نیویورک داشت، در ۱۴ اکتبر ۲۰۲۲ توسط یونایتد آرتیستس در ایالات متحده و در ۶ ژانویهٔ ۲۰۲۳ توسط یونیورسال در بریتانیا اکران شد. این فیلم نقدهای مثبتی دریافت کرد و بازی ددوایلر با تحسین گسترده‌ای مواجه شد. تیل از سوی هیئت ملی بازبینی فیلم، یکی از بهترین فیلم‌های سال ۲۰۲۲ نام گرفت. این فیلم ۱۰ میلیون دلار در مقابل بودجهٔ ساخت ۲۰ میلیون دلاری فروش داشت.